# Mostra de Venise 1989
La Mostra de Venise 1989, 46e édition du festival international du film de Venise (46ª edizione della Mostra internazionale d'arte cinematografica), est un festival cinématographique qui se tient du 4 au 15 septembre 1989 à Venise, en Italie.

## Jury
- Andreï Smirnov (président, URSS), Nestor Almendros (Espagne), Pupi Avati (Italie), Klaus Maria Brandauer (Autriche), Urmila Gupta (Inde), Danièle Heymann (France), Eléni Karaïndrou (Grèce), John Landis (É.-U.), David Robinson (Grande-Bretagne), Xie Jin (RPC).

## Compétition
- Australia de Jean-Jacques Andrien  France  Belgique
- Berlin-Jérusalem (Berlin-Yerushalaim) de Amos Gitaï  Israël
- Quelle heure est-il ? (Che ora è ?) de Ettore Scola  Italie
- Christian de Gabriel Axel  Danemark
- La Cité des douleurs (Beiqing chengshi) de Hou Hsiao-hsien  Taïwan
- Soudain un jour (Ek Din Achanak) de Mrinal Sen  Inde
- Clair (In una notte di chiaro di luna) de Lina Wertmüller  Italie
- Island de Paul Cox  Australie
- La Femme de Rose Hill de Alain Tanner  Suisse
- Le Rêve du singe fou (El Sueño del mono loco) de Fernando Trueba  Espagne
- The Pitfall (Fallgropen) de Vilgot Sjöman  Suède
- Layla, ma raison de Taïeb Louhichi  Tunisie
- New Year's Day de Henry Jaglom  États-Unis
- Tu m'aimes ? (M' agapas?) de Giorgos Panousopoulos  Grèce
- La Mort d'un maître de thé (Sen no Rikyu) de Kei Kumai  Japon
- Tamara Aleksandrovna's Husband and Daughter (Muzh i doch' Tamary Aleksandrovny) de Olga Narutskaya  Union soviétique
- Blue-Eyed (Blauäugig) de Reinhard Hauff  Allemagne de l'Ouest
- Souvenirs de la maison jaune (Recordações da Casa Amarela) de João César Monteiro  Portugal
- She's Been Away de Peter Hall  Royaume-Uni
- Scugnizzi de Nanni Loy  Italie
- Sitting on a branch, enjoying myself (Sedím na konári a je mi dobre) de Juraj Jakubisko  Tchécoslovaquie
- Et la lumière fut de Otar Iosseliani  France
- I Want to Go Home de Alain Resnais  France

## Palmarès
- Lion d'or pour le meilleur film : La Cité des douleurs (Beiqing chengshi) de Hou Hsiao-hsien
- Grand prix spécial du jury : Et la lumière fut d'Otar Iosseliani
- Lion d'argent : Souvenirs de la maison jaune de João César Monteiro et La Mort d'un maître de thé (Sen no Rikyu) de Kei Kumai
- Coupe Volpi pour la meilleure interprétation masculine : Marcello Mastroianni et Massimo Troisi pour Quelle heure est-il ? (Che ora è ?) d'Ettore Scola
- Coupe Volpi pour la meilleure interprétation féminine : Peggy Ashcroft et Geraldine James pour She's Been Away de Peter Hall
- Lion d'or d'honneur : Robert Bresson
- Prix de la meilleure photographie : Australia de Jean-Jacques Andrien